# Psammomys
Psammomys és un gènere de rosegadors de la família dels múrids. Conté dues espècies oriündes d'Àfrica i l'Orient Pròxim. Les espècies d'aquest grup tenen una llargada de cap a gropa de 13-18,5 mm, la cua d'11-15 mm i un pes de 80-200 g. Viuen en hàbitats secs, com ara deserts, semideserts, herbassars, matollars i camps de blocs.